# Aplonobia transvaalensis
Aplonobia transvaalensis är en spindeldjursart som beskrevs av Meyer 1974. Aplonobia transvaalensis ingår i släktet Aplonobia och familjen Tetranychidae. Inga underarter finns listade i Catalogue of Life.